# نصر بن خزيمة
 نصر بْن خزيمة العبسي (50 هـ - 7 صفر 122 هـ / 670م - 12 يناير 740م): فارس من الشجعان، قال عنه ابن دريد: «نصر بن خُزَيمة، من أهل الكوفة، كان من أشجع الناسِ». كان أبوه خزيمة ممن شهد صفين مع علي بن أبي طالب، وكان من قادات المختار الثقفي قتل راشد بن أياس، ثم قتل هو سنة 66 هـ.
نصار نصر الإمام زيد بن علي، وثبت معه يوم خذله أهل الكوفة، وعاهده على أن يضرب بسيفه حتى يموت، وجعله زيد إلى جانبه في إحدى المعارك، فلما اشتد القتال، تصدى له فارس من عبس كان في جيش الأمويين اسمه نائل بن فروة العبسي فضربه نائل فقطع فخذه، ضربه نصر فقتله، ومات نصر من نزف دمه. وقتل زيد، فأخذ معه نصر، وصلبا في الكناسة مع آخرين.

## النسب
- نصر بْن خزيمة بن شدّاد بن شيطان بن حذيم بن خزيمة بن رواحة بن ربيعة بن مازن بن الحارث بن قطيعة بن عبس بن بغيض بن ريث غطفان.[5]